# الغلمان الأشراف
الغِلمَانُ الخَواصُ الأَشرَافُ (بالفارسية: غلامان خاصه شریفه) هم أحد القوى الرئيسيَّة في القوَّات المُسلَّحة الصفويَّة، وقد تألَّف هذا الجيش من الغلمان الأرمن والشركس والجورجيين الذين أسروا إبان الحُرُوب الصفويَّة في الديار القوقازيَّة. تشكَّلت هذه القوَّة العسكريَّة في عهد الشاه «عباس الأكبر» لأجل إرساء التوازن في القوى في مُقابل «قوة القزلباش» الذين مثلوا النُخبة العسكريَّة الصفويَّة.